# 123 (singolo)
123 è un singolo del rapper statunitense Smokepurpp pubblicato il 2 marzo 2018.

## Tracce
1. 123 – 2:20